# Hlinsko, Přerov
Hlinsko là một làng thuộc huyện Přerov, vùng Olomoucký, Cộng hòa Séc.